# Política del Reino Unido

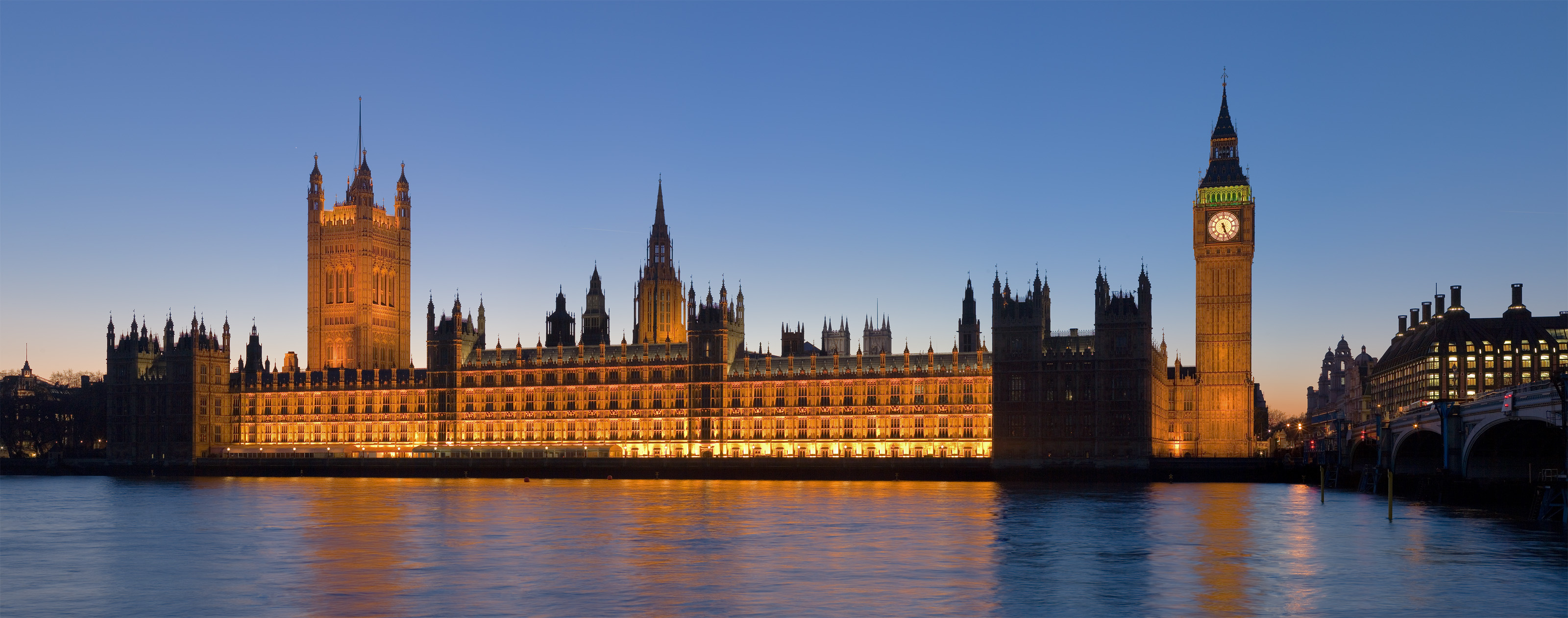
El Palacio de Westminster, sede del Parlamento británico.

El Reino Unido es una monarquía parlamentaria que, a diferencia de otros regímenes carece de Constitución escrita, esto es, de un código político único y que requiera un procedimiento especial de elaboración y reforma para determinar las instituciones básicas del Estado, su régimen territorial, los derechos y libertades públicas.

## Modelo constitucional
Su modelo constitucional se basa, en primer lugar, en el llamado "derecho estatutario" (Statute Law), cuya elaboración es idéntica a las leyes ordinarias y sólo se diferencian, y alcanzan el carácter de constitucionales, por razón de la materia que tratan. Las más importantes son la Carta Magna de 1215, la "Petition of Right" de 1628, el "Habeas Corpus Amendment Act" de 1679, el "Bill of Rights" de 1689, el "Act of Settlement" de 1701, la "Reform Act" de 1832, el "Statute of Westminster" de 1931 y los "Parliament Acts" de 1911 y 1949.
La jurisprudencia conforma la segunda fuente constitucional a través de las decisiones judiciales que reconocen las costumbres del derecho del Reino, el llamado "Common Law" e interpretan el derecho estatutario.

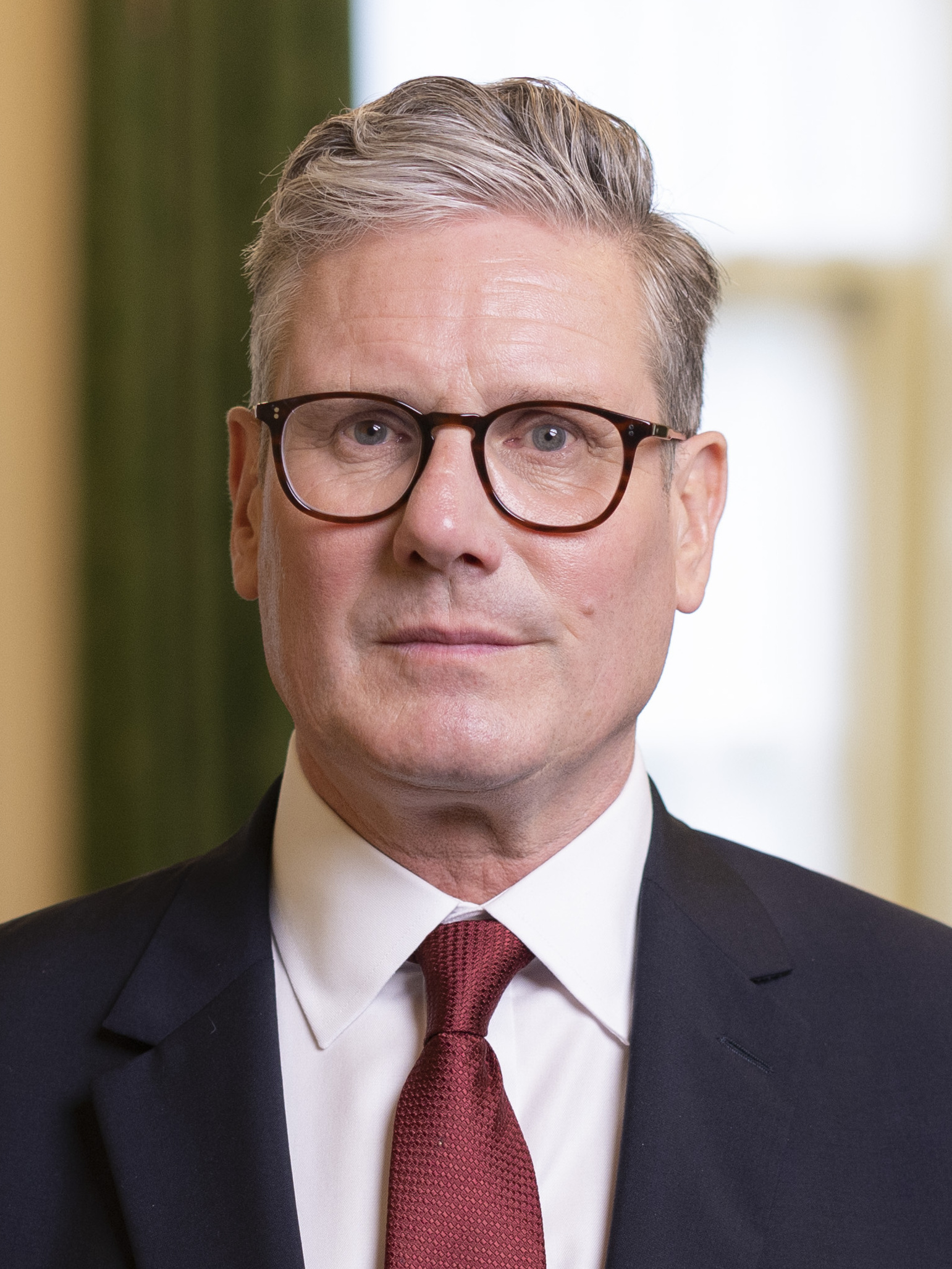
Keir Starmer, primer ministro británico.

Las convenciones son otro instrumento de legislación constitucional que se conforman con el paso del tiempo y en el que una determinada manera de resolver las cuestiones prácticas ha terminado por fijar la soberanía del Parlamento y el estado de derecho o imperio de la ley.
Las fuentes de Derecho del Reino Unido son las siguientes:
- El statute law (derecho estatutario) que consiste en el conjunto de actos o normas jurídicas emanadas del poder soberano del Parlamento británico con carácter constitucional para regular los órganos del Estado, el orden social o los derechos y libertades de los ciudadanos. (Carta Magna de Juan sin Tierra de 1215, Declaración de Derechos de 1689, Acta de Establecimiento de 1701, Acta de la Unión de Escocia de 1707, las leyes parlamentarias de 1911 y 1949, el Acta Westminster o las leyes de representación de 1932, 1948,1946 y 1968.
- El common law (reglas consuetudinarias) que consiste en las decisiones e interpretaciones judiciales de este derecho constitucional escrito por las que se reconocen que determinadas costumbres, reglas, usos y normas no escritas forman parte del derecho constitucional británico.
- Las works of authority (obras de autoridad) están compuestos por aquellos escritos que han sido reconocidos como fuentes-guía en la interpretación de las reglas constitucionales como el Abridgement de Fitzherbert (1516) o el An Introduction to the Study of the Law of the Constitution de A.V. Dicey (1885).
- Las constitutional conventions (convenciones constitucionales), es decir, usos políticos o reglas de comportamiento de las praxis política que principalmente regulan las prerrogativas regias y determinados aspectos sustantivos del Gabinete y del primer ministro y se considera obligatorias por aquellos a quienes van referidas. (Cueto N. Carlos en Cueto Carlos y Durán Marién Eds. Regímenes Políticos Contemporáneos, entre el inmovilismo y el cambio, Comares. Granada 2008).

Revisionismo Constitucional sobre la Unión Europea
Formalmente, las leyes europeas –los tratados– son simplemente tratados internacionales. Sin embargo, han tenido, y tienen, un gran efecto en el sistema jurídico británico: puede tener precedencia sobre el constitucionalismo británico e incluso sobre las decisiones del Parlamento. Ejemplo: Caso Factorame logró que la Cámara de los Lores "desaplicara" una ley aprobada por el Parlamento (Merchant and Shipping Act 1988)

## Los órganos de poder

### La monarquía

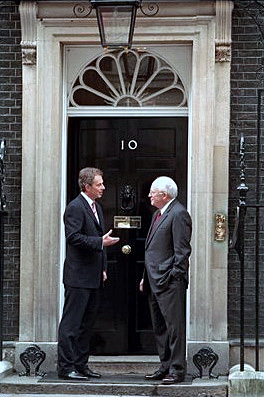
10 de Downing Street, residencia oficial del primer ministro.

El monarca es el jefe de Estado, con el fallecimiento de la reina Isabel II, actualmente es el Rey Carlos III. Sus funciones son meramente representativas, si bien las distintas normas le conceden facultades nominales tales como declarar la guerra y firmar la paz, la política internacional y ser guardián de las normas constitucionales y la unidad del Reino. Sin embargo la práctica ha convertido en necesario el refrendo del Gobierno para la adopción de todas las decisiones. El monarca es al mismo tiempo el Jefe y cabeza de la Iglesia de Inglaterra, esto es, no hay separación Iglesia-Estado.

### El Gobierno
El Gobierno o Gabinete de Su Majestad ejerce el Poder ejecutivo. Mantiene en su origen la condición de Consejo Privado del monarca de carácter consultivo, si bien en la práctica cumple la función ejecutiva y la dirección administrativa. Está encabezado por el primer ministro —actualmente Keir Starmer—, que ejerce las funciones de Jefe de Gobierno. El primer ministro es nombrado por el monarca y debe contar con el apoyo de la mayoría de la Cámara de los Comunes, por lo que generalmente es el líder del partido con más miembros en la Cámara. El gabinete se compone de un número variable de ministros nombrados por el monarca a propuesta del primer ministro.

### El Parlamento
El Parlamento británico ostenta el Poder legislativo. Se basa en un sistema bicameral, formado por la Cámara de los Comunes y la Cámara de los Lores:
- La Cámara de los Comunes (House of Commons) está compuesta por 659 miembros,[1] elegidos por sufragio universal libre, igual, directo y secreto de todos los ciudadanos mayores de edad. El sistema electoral empleado es el de mayoría relativa o first-past-the-post, por el que se elige un único representante en cada distrito electoral (circunscripciones uninominales). En 2011 se celebró un referéndum para reformar el sistema electoral en el cual se proponía adoptar el sistema de segunda vuelta instantánea, pero la propuesta fue rechazada por el electorado.

La Cámara de los Comunes cumple las funciones propias de la Cámara Baja en cualquier sistema parlamentario democrático mediante el control del gobierno y la aprobación de las leyes. La Cámara se disuelve cada cinco años como máximo, debiendo celebrarse nuevas elecciones generales.
- La Cámara de los Lores (House of Lords) está compuesta por un número variable de miembros, actualmente 781,[2] que a diferencia de lo que sucede en la Cámara de los Comunes, no son elegidos por los ciudadanos. Pueden ser lores temporales o lores espirituales. De los primeros, la mayoría son de carácter vitalicio, nombrados por el monarca con el asesoramiento del primer ministro, mientras que algunos de ellos son de carácter hereditario. Por último, un máximo de 26 miembros son lores espirituales, en virtud de su condición de eclesiásticos de la Iglesia de Inglaterra: se trata de los arzobispos de Canterbury y de York, y de 24 obispos.

Las funciones de la Cámara de los Lores son similares a las de una Cámara Alta y salvo en cuestiones judiciales su poder está muy mermado. Los proyectos para reformar esta cámara, especialmente su modo de elección, son un asunto recurrente en la política británica.